# La banchiera
La banchiera (La banquière) è un film del 1980 diretto da Francis Girod.